# NOB A 2/4 (Maffei)
Die Schweizerische Nordostbahn (NOB) beschaffte sich 1856 drei Schlepptender-Dampflokomotiven des Typs A 2/4. Sie wurde für den Schnellzugsdienst angeschafft und von der Lokomotivfabrik Maffei in München bezogen. Der Kaufpreis betrug 59’148 Schweizer Franken.
Im Jahre 1861 liess man eine Lokomotive von Escher & Wyss in Zürich nachbauen, diese kostete 72’000 Schweizer Franken.

## Technisches
Es handelt sich hierbei um eine nach den Grundsätzen von Norris aufgebaute Lokomotive des Typs American. Gleichzeitig mit dieser Schnellzugslokomotive beschaffte sich die NOB auch Güterzug- (D 2/4) und Personenzuglokomotiven (B 2/4) ähnlicher Ausführung vom selben Hersteller, die sich vor allem im Raddurchmesser unterschieden.
Die Lokomotiven besassen einen Aussenrahmen mit aussenliegendem Triebwerk. Der Rahmen war als Doppelblechrahmen ausgeführt und war an den Achshaltergabeln mit Platten verstärkt. Als Querversteifungen wurden der Stossbalken sowie die Zylinder- und Zugkastenverstrebungen herangezogen, zudem besass er ein Querblech, welches zugleich als Kesselträger benutzt wurde. Die beiden Winkeleisenverbindungen für das Drehgestell versteiften den Rahmen zusätzlich.
Die Feuerbüchse befand sich zwischen den Kuppelachsen. Die Triebachsen waren beidseitig mit je zwei über dem Rahmen stehenden Blattfedern gefedert. Die mittleren Federenden waren in der Mitte über einen Ausgleichshebel verbunden.
Das Drehgestell hatte einen doppelwandigen Innenrahmen, die mit einem schmiedeeisernen Kreuz versteift waren. Der Drehzapfen war um 75 mm von der Drehgestellmitte nach vorne verschoben. Die Achsen wurden auf jeder Seite von einer umgekehrten Blattfeder abgefedert, die mit ihren Enden auf den Achslagen auflagen.
Die Treibstange griff auf die erste Kuppelachse, und die Kuppelstange waren aussenliegend. Auf dem Hals der Triebachsenkurbel war der grosse Exzenter der Stephenson-Steuerung befestigt und lag somit innerhalb der Treibstange.
Die Zylinder waren waagrecht aussen am Rahmen befestigt und befanden sich vor der ersten Laufache. Die Kolbenstangen wurden nicht nach vorne durchgeführt.
Die Nachspeisung des Kessels mit Wasser erfolgte über eine Fahrpumpe, die durch den Rückwärtsexzenter der Steuerung angetrieben wurde.
Der dreiachsige Tender besass einen doppelten Aussenrahmen. Die Tragfedern befanden sich zwischen den Rahmenplatten und hatten keinen Ausgleich.
Die Bremseinrichtung bestand nur aus einer Hand-Spindelbremse, die auf die Tenderachsen wirkten. Die Lokomotive besass keine Dampf- oder Gegendruckbremse und auch keine Klotzbremse.
| Serie ab 1864 | NOB bis 1879 | Name     | Fabrik Nummer | Baujahr | Hersteller   | Ausrangiert |
| ------------- | ------------ | -------- | ------------- | ------- | ------------ | ----------- |
| A I           | 15           | Brugg    | 245           | 1856    | Maffei       | 1876        |
| A I           | 16           | Habsburg | 245           | 1856    | Maffei       | 1876        |
| A I           | 17           | Bodan    | 246           | 1856    | Maffei       | 1876        |
| A II          | 31           | Laegern  | 12            | 1861    | Escher, Wyss | 1876        |

## Betriebliches
Alle vier Lokomotiven wurden 1876 ausrangiert.